# Lasioptera yadokariae
Lasioptera yadokariae är en tvåvingeart som beskrevs av Junichi Yukawa och Haitsuka 1994. Lasioptera yadokariae ingår i släktet Lasioptera och familjen gallmyggor. Inga underarter finns listade i Catalogue of Life.